# Ellipticité (optique)
Pour les articles homonymes, voir Ellipticité.
En optique ondulatoire, l'ellipticité {\displaystyle \theta } d'une onde électromagnétique est une grandeur permettant de caractériser son état de polarisation. Cette ellipticité est un angle et s'exprime donc en degrés ou en radians.
Pour une onde polarisée elliptiquement, on note {\displaystyle a} et {\displaystyle b} les deux demi-axes de l'ellipse correspondante. L'ellipticité est alors définie par la formule :
{\displaystyle \tan(\theta )={\frac {b}{a}}}.
Par extension, une onde polarisée rectilignement a une ellipticité de 0° et une onde polarisée circulairement a une ellipticité de 45°.
Un matériau présentant un dichroïsme circulaire a pour effet de modifier cette ellipticité. Pour la mesurer, on peut utiliser le procédé de polarimétrie comme l'ellipsométrie.